# Église Saint-Leufroy de Paris

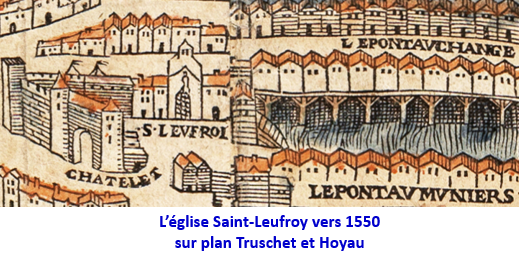
Église Saint-Leufroy vers 1550.

Pour les articles homonymes, voir église Saint-Leufroy.
L'église Saint-Leufroy est une ancienne église de Paris.

## Situation
Elle était située au bord est de la rue Saint-Leufroy, à l’entrée du passage vouté sous le Châtelet et au débouché du pont aux Meuniers, à l’emplacement de l’actuelle fontaine du Palmier.
Elle était contiguë au premier Parloir aux bourgeois avant son transfert sur la montagne Sainte-Geneviève et son établissement comme hôtel-de-Ville sur la place de Grève.

## Historique
Elle portait le nom de Leufroy d'Évreux. Attestée en 1113, elle fut érigée en église paroissiale au cours du XIIe siècle par démembrement de la paroisse Saint-Germain-l’Auxerrois. La paroisse Saint-Leufroy fut supprimée au XIIe siècle et rattachée à celle de Saint-Jacques-la-Boucherie
.
Elle est reconstruite au XIVe siècle ou au XVe siècle.
Une pierre taillée en forme de mitre gardée dans l’église était le modèle des poids et mesures de Paris.
La confrérie des changeurs y était établie.
L’église est détruite en 1684 pour agrandir les prisons du Châtelet, à la suite de la suppression des justices féodales de Paris réunies en une justice royale unique.